# Риу-Негру (микрорегион в штате Амазонас)

Риу-Негру на карте.

Риу-Негру (порт. Microrregião de Rio Negro) — микрорегион в Бразилии, входит в штат Амазонас. Составная часть мезорегиона Север штата Амазонас. Население составляет 96 483 человека на 2010 год. Занимает площадь 333 278,107 км². Плотность населения — 0,29 чел./км².

## Демография
Согласно сведениям, собранным в ходе переписи 2010 г. Национальным институтом географии и статистики (IBGE), население микрорегиона составляет:
| Полное население                             | Полное население                             | Полное население                             | Полное население                             | 96 483 |
| -------------------------------------------- | -------------------------------------------- | -------------------------------------------- | -------------------------------------------- | ------ |
| в том числе:                                 | Городское население                          | 46 566                                       | Процент городского населения, %              | 48,26  |
|                                              | Сельское население                           | 49 917                                       | Процент сельского населения, %               | 51,74  |
|                                              | Мужское население                            | 50 208                                       | Процент мужского населения, %                | 52,04  |
|                                              | Женское население                            | 46 275                                       | Процент женского населения, %                | 47,96  |
| Плотность населения, чел/км²                 | Плотность населения, чел/км²                 | Плотность населения, чел/км²                 | Плотность населения, чел/км²                 | 0,29   |
| Население микрорегиона в % к населению штата | Население микрорегиона в % к населению штата | Население микрорегиона в % к населению штата | Население микрорегиона в % к населению штата | 2,77   |

## Состав микрорегиона
В составе микрорегиона включены следующие муниципалитеты:
1. Барселус
2. Санта-Изабел-ду-Риу-Негру
3. Сан-Габриел-да-Кашуэйра
4. Нову-Айран